# 克洛艾·罗杰斯
克洛艾·罗杰斯（英語：Chloe Rogers，1985年3月30日—），英国女子曲棍球运动员。她曾代表英国参加2008年和2012年夏季奥林匹克运动会曲棍球比赛，其中2012年奥运会获得一枚铜牌。